# 언어 차별
언어 차별은 언어 사용과 말의 특성(모어, 악센트, 어휘의 지각된 크기(화자가 복잡하고 다양한 단어를 사용하는지 여부), 양식, 구문)에 따라 사람들을 불공평하게 대하는 것이다. 예를 들어, 프랑스의 오크어 화자는 프랑스어 화자와 다르게 대우받을 가능성이 크다. 언어 사용의 차이에 따라 사람은 다른 사람의 부, 교육, 사회적 지위, 성격 또는 기타 특성에 대한 판단을 자동으로 내릴 수 있으며, 이는 차별로 이어질 수 있다. 이로 인해 지역화 이론을 둘러싼 공개 토론이 이어졌고, 마찬가지로 서구의 여러 국가에서 전반적인 다양성이 만연했다.
언어적 차별은 처음에는 인종 차별 행위로 간주되었다. 1980년대 중반, 언어학자 토베 스쿠트나브-칸가스(Tove Skutnabb-Kangas)는 언어 기반 차별이라는 개념을 언어주의(linguicism)로 정의했는데, 이는 "언어를 기준으로 정의된 집단 간의 불평등한 권력과 자원(물질적, 비물질적) 분할을 정당화, 실현, 재생산하는 데 사용되는 이념과 구조"로 정의되었다. 이러한 형태의 차별에 대해 여러 가지 이름이 주어졌지만 모두 동일한 정의를 가지고 있다. 언어적 차별은 다른 언어 사용보다 특정 언어 사용을 선호하기 때문에 문화적, 사회적으로 결정된다.
학자들은 언어주의에서 언어적 제국주의의 역할을 분석했으며, 일부는 지배적인 언어의 화자가 다른 덜 지배적인 언어의 화자에 대한 차별을 선호하는 반면, 단일 언어 사용자로 남아 언어적으로 불리하다고 주장한다. 학자 캐럴린 매킨리에 따르면, 이러한 현상은 대부분 아프리카에서 발견되는데, 아프리카 인구의 대부분은 식민지 시대에 도입된 유럽 언어를 사용한다. 아프리카 국가들은 또한 토착어 대신 유럽어를 주요 교육 매체로 제정한 것으로 알려져 있다. UNESCO 보고서는 역사적으로 이것이 아프리카 상류 계층에게만 이로운 반면, 대륙 전체에서 사용되는 유럽어에 대한 유창함 수준이 다른 아프리카 인구의 대다수에게는 불리하게 작용했다고 지적했다. 학자들은 또한 영어의 언어적 우세가 학문 분야에 미치는 영향을 지적했다. 학자 안나 비에르즈비카는 사회 과학 및 인문학과 같은 학문이 "영어에 기반을 둔 개념적 틀에 갇혀" 학계 전체가 "더 보편적이고 문화에 독립적인 관점"에 도달하지 못하게 한다고 설명했다.

## 같이 보기
- 문화 동화
- 문화적 학살
- 인류인주의
- 언어 사멸
- 베르나쿨라